# UNITA
União Nacional para a Independência Total de Angola er et politisk højrefløjsparti  i Angola. Partiet blev grundlagt i 1966 af Jonas Savimbi. Partiet bygger ideologisk på konservatisme, angolansk nationalisme og kristen demokrati, tidligere har maoisme også haft en ideologisk indflydelse. Partiet er det næststørste i Angola og vandt 51 ud af  220 pladser ved parlamentsvalget i Angola 2017 (en).

## Valg
Ved præsidentvalget i 1992, opnåede partiets kandidat, Jonas Savimbi, 1 579.298 stemmer (40.07 %).
Ved parlamentsvalget i 1992 fik partiet 1.347.636 stemmer (34.10 %, 70 mandater).
Ved parlamentsvalget i 2008 fik partiet 16 ud af 220 pladser i parlamentet.